# 폭뢰

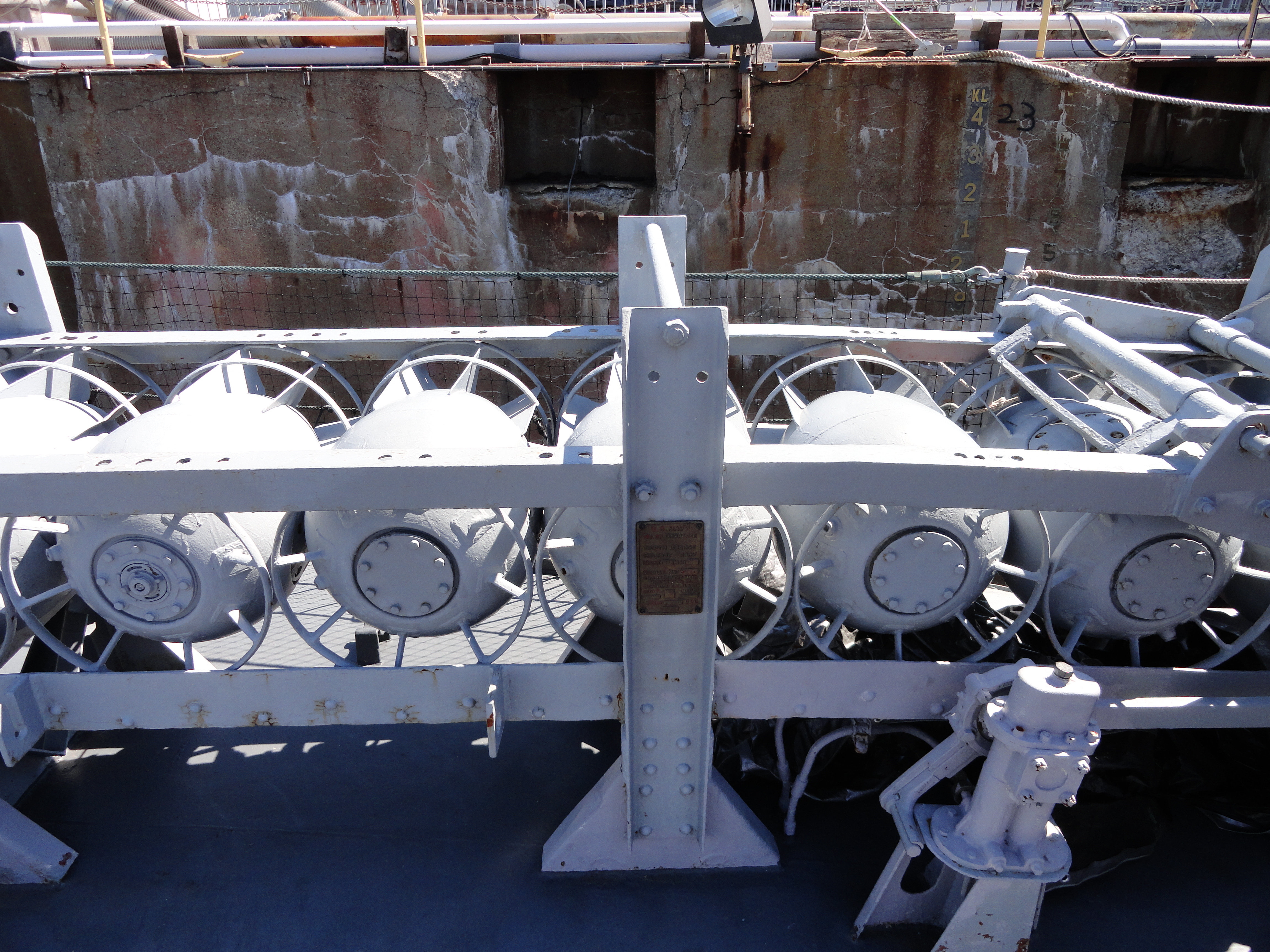

폭뢰(爆雷, depth charge)는 대잠무기의 일종이다. 잠수함 가까이에서 폭발하여 수중 충격파로 잠수함을 파괴하는 것을 목적으로 한다. 폭뢰는 대부분 고폭탄을 사용하며 특정 깊이에서 신관이 작동한다.
폭뢰는 제1차 세계 대전 때 개발되었으며, 최초의 유효한 대잠무기 중 하나였다. 제2차 세계 대전과 냉전을 거치면서도 대잠무기로 애용되었으나, 오늘날에는 대부분 대잠유도어뢰로 대체되었다.

## 같이 보기
- 기뢰